# Sofja Olegowna Palkina
Sofja Olegowna Palkina (russisch Софья Олеговна Палкина, international nach World-Athletics-Schreibweise Sofiya Palkina; * 9. Juni 1998) ist eine russische Hammerwerferin.

## Karriere
Sofja Palkina konnte sich bislang durch zwei internationale Erfolge als Hammerwerferin profilieren.
So schleuderte Palkina den 3-kg-Hammer 2015 bei den Jugendweltmeisterschaften im kolumbianischen Cali 67,82 m weit, was ihr vor der Türkin Deniz Yaylacı (67,01 m) und der Chinesin Shang Ningyu (66,84 m) Gold sicherte. Auch 2019 bei den U23-Europameisterschaften in Gävle, Schweden, konnte Palkina – als „Autorisierte Neutrale Athletin“ antretend – den Goldrang erreichen, als sie das Sportgerät im dritten Versuch über 71,08 m beförderte und sowohl die Weißrussin Nastassja Maslawa (69,36 m) wie auch Sara Fantini aus Italien (68,35 m) hinter sich ließ.